# Casa (EP Giordana Angi)
Casa è il primo EP della cantautrice italiana Giordana Angi, pubblicato il 19 aprile 2019 pubblicato dall'etichetta discografica Universal Music.

## Tracce
1. Chiedo di non chiedere – 3:04
2. Casa – 2:46
3. Quante volte ad aspettarti – 3:30
4. Questa è vita – 2:58
5. Ne renonce pas – 2:39
6. Ti ho creduto – 3:02
7. Formidable – 3:10

Tracce bonus nell'edizione Deluxe Edition
1. Tra Parigi E Los Angeles – 3:29
2. Guardarci Dentro – 2:23

## Classifiche

### Classifiche settimanali
| Classifica (2019) | Posizione massima |
| ----------------- | ----------------- |
| Italia            | 2                 |

### Classifiche di fine anno
| Classifica (2019) | Posizione |
| ----------------- | --------- |
| Italia            | 32        |